# Palassocoris
Palassocoris is een geslacht van wantsen uit de familie van de Miridae (Blindwantsen). Het geslacht werd voor het eerst wetenschappelijk beschreven door Yee-Wei Chin en Gerasimos Cassis in 2018.

## Soorten
Het genus bevat de volgende soorten:

- Palassocoris elongatus Chin & Cassis, 2018
- Palassocoris emuensis Chin & Cassis, 2018
- Palassocoris jambrecinae Chin & Cassis, 2018
- Palassocoris samphirensis Chin & Cassis, 2018